# Печатна платка
Печатната платка (нарича се още „печатна плочка“) в електрониката е пластина, направена от диелектрик, върху която е оформена поне една електрическа верига, провеждаща електрически ток. Тя е предназначена за механично закрепване и електрическо свързване на различни електронни компоненти. Електронните компоненти върху платката са свързани чрез своите изводи с проводящия контур, играещ ролята на проводник, най-често чрез запояване.
Печатните платки заменят електрическите схеми, реализирани преди това с дискретни електронни компоненти и свързани помежду си с електрически проводници. Вследствие постиженията на планарната технология се появява възможност за производство на все по-миниатюрни електронни компоненти, които могат да се разположат компактно върху една плоскост.
Токопроводящият контур е изпълнен от тънък слой мед. В зависимост от броя слоеве с проводящ контур печатните платки могат да са едностранни, двустранни и многослойни. Върху печатната платка има също монтажни отвори, изолационно покритие и др.

## Видове печатни платки
- Еднослойни
- Двуслойни
- Многослойни
- Гъвкави
- Твърди
- Меки

## Материали и изработка
За основа на печатната платка се използва диелектрик, а най-често използваните материали са текстолит, стъклотекстолит, полиимид (каптон), гетинакс. Върху едната или двете страни на основата се залепва медно фолио с определена дебелина, което служи като проводник.

## Технологии за проектиране
Съвременните компютърни технологии позволяват проектирането на всякакви печатни платки с голяма точност. За целта се използват CAD системи. Процесът на проектиране се свежда до разполагане на отделните компоненти и свързването им по оптимален начин.

## Изграждане на токопроводящите връзки
За да се изработи проектираното изделие, върху печатната платка трябва да бъде изградена мрежа от токопроводящи пътечки (писти), които да свържат разположените върху платката електронни елементи. За целта се използват различни промишлени и любителски методи за отстраняване на части от медното фолио.

1. Фотолитографски метод. Характеризира се с най-висока разделителна способност (до 100 μm). Върху медния слой се нанася тънък слой фоточувствителен полимер. Чувствителността му към светлина е най-често изразена в ултравиолетовия спектър (390 – 417 nm).
Проектираната система от пътечки се отпечатва върху прозрачно фолио. За целта най-добри резултати дава метода фотопечат (експониране върху филм). През така получената маска се осветява фоточувствителният полимер. Там, където следва да има пътечки, полимерът образува здрави връзки, а където трябва да има изолация – полимерът се разпада при процеса на проявяване.
2. Тонер трансфер. Сравнително по-груб, любителски метод, при който се използва свойството на тонера в лазерните принтери да се разтопява и да залепва върху медното фолио. За целта графичният оригинал се разпечатва върху хартия. След това с използване на нагорещена ютия се прехвърля върху медното фолио, където покрива пистите, предпазвайки ги от разяждане в процеса на ецване.
3. Изпаряване с лазер. Използва се CNC машина с лазер.
4. Изпиляване (фрезоване) с CNC машина. Използва се CNC машина с фрезер.
5. Директен печат върху медното фолио със струен принтер. Използва се модифициран мастилено-струен принтер с пиезоглава (най-често Epson). Главата се зарежда с пигментно мастило, чиито частици при нагряване се стапят и образуват водонепропусклив слой.
Следва ецване – разяждане на медта върху изолационните области. За целта се използват разтвори на меден сулфат + натриев хлорид, солна киселина + водороден пероксид, азотна киселина, железен трихлорид, натриев бисулфид и др.
Преди запояване на елементите медните писти е добре да бъдат калайдисани. Това може да бъде осъществено чрез йонобменен процес – след ецването, чрез галванизация – преди ецването или чрез горещо калайдисване – класичеки метод.
Калайдисване чрез галванизация (електролиза). Използва се разтвор на калаена сол – примерно SnCl2. Анода е от чист калай (Sn). Катод (отрицателен електрод) е медното фолио, върху което следва да се нанесе покритие. По тази причина, процеса трябва да се извърши преди разяждането му. За постигане на много тънко покритие от 0,1 μm се използва висока плътност на тока (около 1 А/dm²) и разтвор с ниска концентрация на йони. Процесът е сравнително бавен.
Разтворът отдава съдържащия се в него метал върху повърхността на катода. Двата метала образуват сплав. В продължение на процеса металните соли се изразходват. Ако анодът е от същия метал (калай), той се разтваря със същата скорост, с която разтворът отдава своето метално съдържание върху катода. 

Калайдисване чрез йонообменен процес. Използва се разтвор от калаен дихлорид (SnCl2), тиокарбамид и сулфаминова киселина във вода. Внимание – тиокарбамидът е отровен! При попадане в организма (през кожата, вдишване, поглъщане) се засяга щитовидната жлеза и черния дроб.

## Метализация на отворите
При дву- и многослойни платки е необходимо отделните слоеве да се свържат електрически помежду си. За целта се прави метализация на отворите, свързващи отделите слоеве или по-точно техните токопроводящи шини.

## Примери за печатни платки
- Дънна платка – основната платка на всеки компютър.
- Гъвкава печатна платка, която свързва печатащата глава на всеки мастилено-струен принтер с корпуса.
- Всяко устройство за дистанционно управление на уреди е реализирано върху печатна платка.

|  | Тази страница частично или изцяло представлява превод на страницата „Печатная плата“ в Уикипедия на руски. Оригиналният текст, както и този превод, са защитени от Лиценза „Криейтив Комънс – Признание – Споделяне на споделеното“, а за съдържание, създадено преди юни 2009 година – от Лиценза за свободна документация на ГНУ. Прегледайте историята на редакциите на оригиналната страница, както и на преводната страница, за да видите списъка на съавторите. ВАЖНО: Този шаблон се отнася единствено до авторските права върху съдържанието на статията. Добавянето му не отменя изискването да се посочват конкретни източници на твърденията, които да бъдат благонадеждни. |